# کاتنوود فالز (کانزاس)
کاتنوود فالز (به انگلیسی: Cottonwood Falls) شهری در ایالت کانزاس کشور ایالات متحده آمریکا است که جمعیت آن در سرشماری سال ۲۰۱۰ میلادی، ۹۰۳ نفر بوده‌است.

## نگارخانه

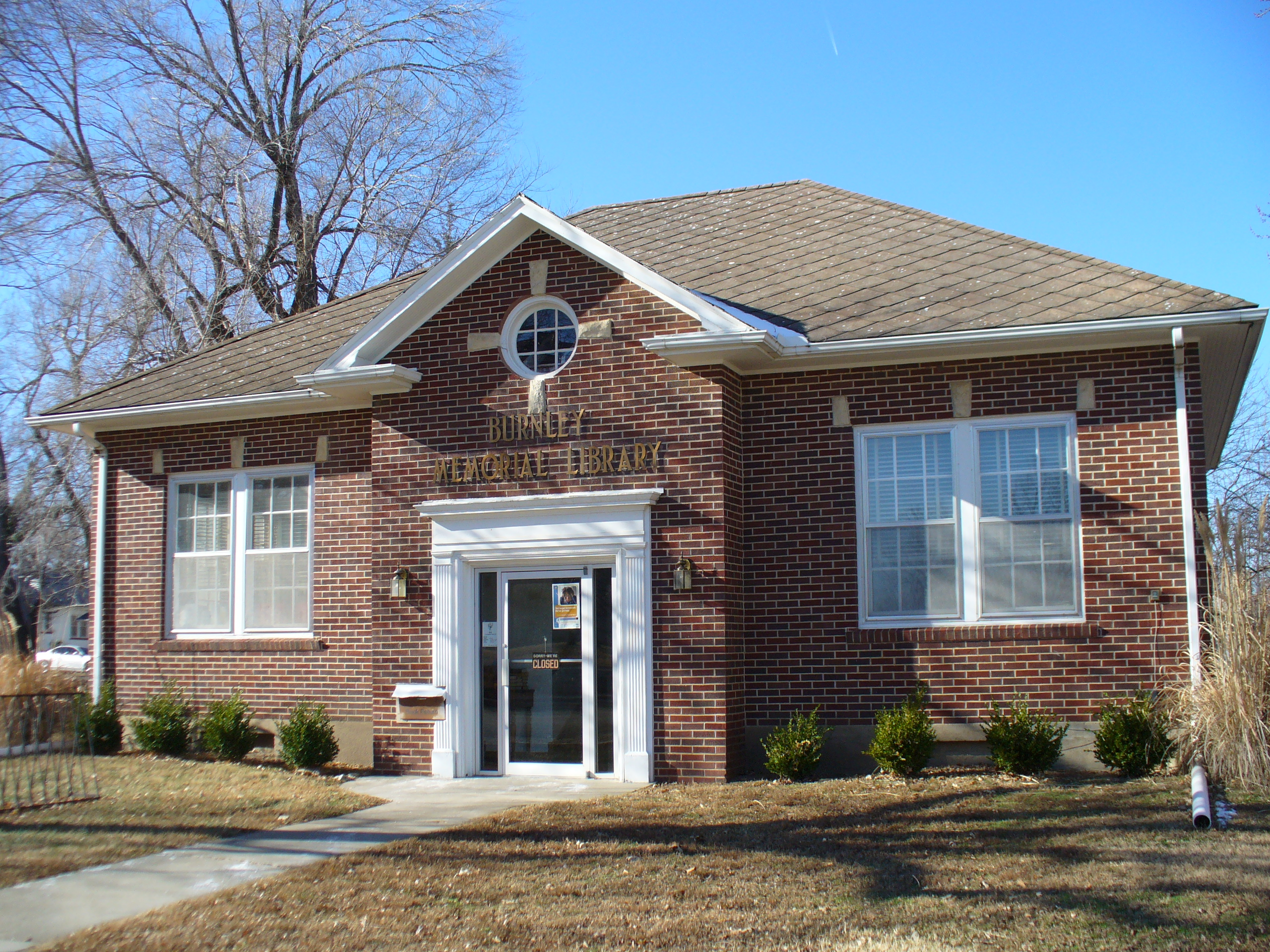
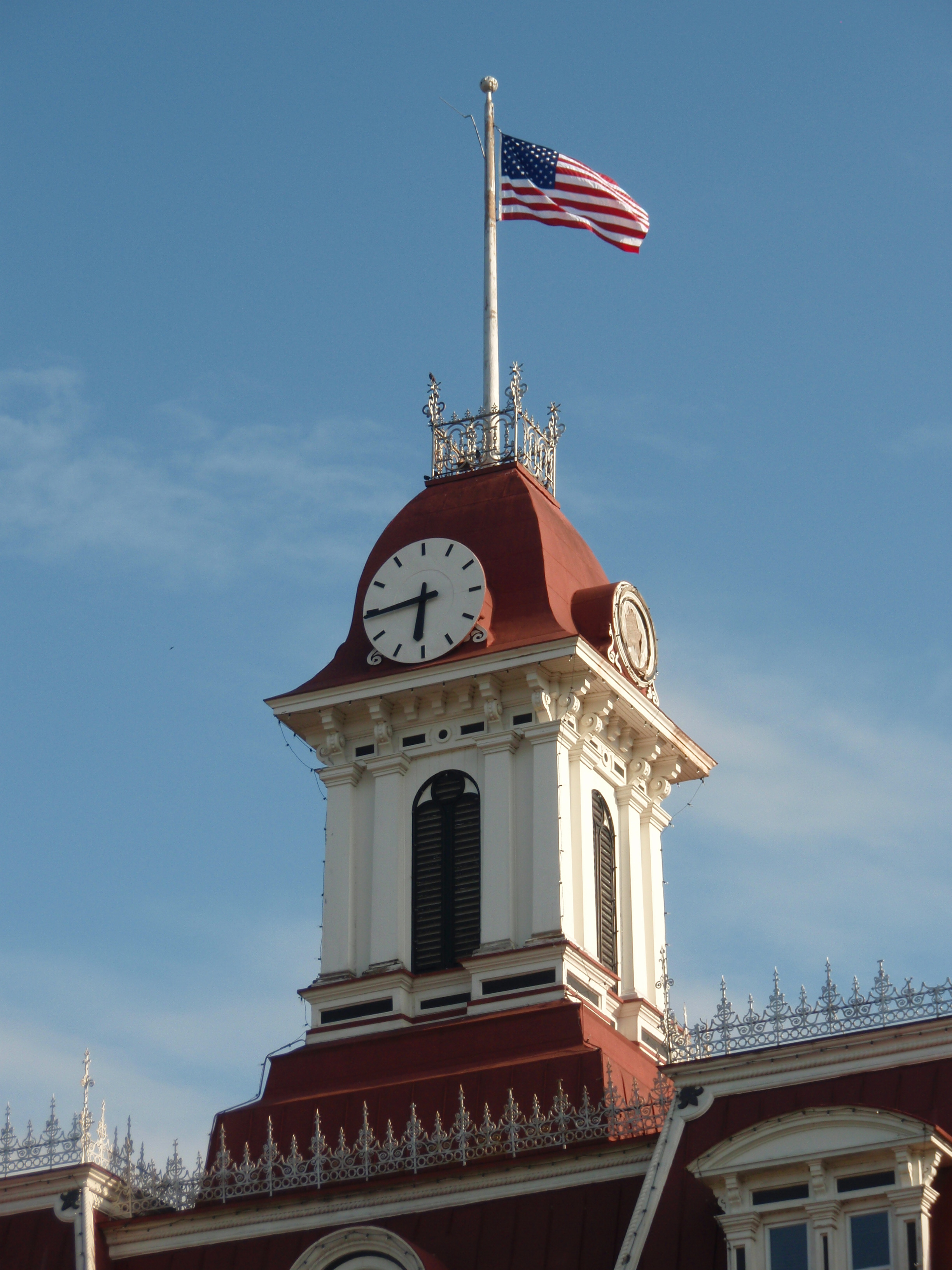
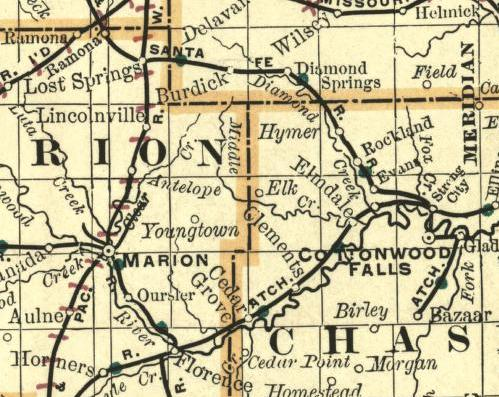